# Lorenza Bonaccorsi
Lorenza Bonaccorsi (Roma, 20 luglio 1968) è una politica italiana, dal 18 ottobre 2021 presidente del I Municipio di Roma.
È stata deputata alla Camera nella XVII legislatura della Repubblica, Assessore al Turismo e Pari Opportunità della Regione Lazio e dal 13 settembre 2019 al 13 febbraio 2021 sottosegretario di Stato al ministero per i beni e le attività culturali nel secondo governo Conte.

## Biografia
Dopo essersi laureata in Storia Economica alla statale dell’Università degli Studi di Milano, ha conseguito un master in Relazioni Pubbliche Europee e due specializzazioni presso la Scuola Superiore di Amministrazione Pubblica e degli Enti Locali di Roma.
Tra il 1997 e il 2013 ricopre diversi ruoli dirigenziali presso la Regione Lazio, come Responsabile delle Relazioni Istituzionali e dei Rapporti con l’Unione Europea, e per la Fondazione Musica per Roma.
Tra il 2006 e il 2008 coordina la segreteria politica del Ministro delle Comunicazioni Paolo Gentiloni, durante il secondo governo presieduto da Romano Prodi.
Nel dicembre 2012 vince nel Lazio le primarie “Parlamentarie” indette dal Partito Democratico (PD) per la scelta dei candidati alle successive elezioni politiche del 24 e 25 febbraio. Alle elezioni politiche del 2013 viene candidata, e successivamente eletta, alla Camera dei Deputati tra le liste del PD nella circoscrizione Lazio 1. Nella XVII legislatura della Repubblica italiana ricopre gli incarichi nella 7ª Commissione Cultura, scienza e istruzione, Commissione Trasporti, poste e telecomunicazioni, nella Commissione di Vigilanza Rai, nella Commissione parlamentare d'inchiesta sul livello di digitalizzazione e innovazione delle pubbliche amministrazioni e sugli investimenti complessivi riguardanti il settore delle tecnologie dell'informazione e della comunicazione.
Alle primarie del PD del 2013 è stata nominata membro della Direzione nazionale del Partito Democratico.
A settembre 2014 viene scelta come Responsabile nazionale della Cultura e Turismo nella segreteria nazionale del Partito Democratico guidata dal Presidente del Consiglio Matteo Renzi, segreteria definita da Gianni Cuperlo plurale e non unitaria come richiesto, ricoprendo l'incarico fino al maggio 2017.
Alle elezioni politiche del 2018 viene candidata nel collegio uninominale di Roma-Castel Giubileo alla Camera dei deputati, per la coalizione di centro-sinistra in quota PD, ma viene sconfitta, giungendo dietro alla candidata del centro-destra Annagrazia Calabria (25,36%) e all'esponente del Movimento 5 Stelle Riccardo De Angelis.
Dal marzo 2018 all'agosto 2019 è Assessore al Turismo e alle Pari opportunità della Regione Lazio, durante la Giunta guidata dal Presidente Nicola Zingaretti. 
Dal 13 settembre 2019 è Sottosegretario del Ministero per i beni e le attività culturali e per il turismo del Governo Conte II, rimanendo in carica per l'intera durata dell'esecutivo, sino al febbraio 2021.
In vista delle elezioni amministrative del 2021, viene candidata come presidente del Municipio Roma I per la coalizione di centro-sinistra, dove dopo aver ottenuto al primo turno il 40% dei consensi, viene eletta al ballottaggio con il 66,38% dei voti, contro il 33,62% del candidato del centro-destra Lorenzo Santonocito.